# Hippasteria tasmanica
Hippasteria tasmanica är en sjöstjärneart som beskrevs av McKnight 2006. Hippasteria tasmanica ingår i släktet Hippasteria och familjen ledsjöstjärnor. Inga underarter finns listade i Catalogue of Life.